# Pat McFadden
Patrick Bosco McFadden (ur. 26 marca 1965 w Paisley) – brytyjski polityk, członek Partii Pracy, od 2024 kanclerz Księstwa Lancaster. Poseł do Izby Gmin od 2005.

## Życiorys

### Młodość i wykształcenie
Urodził się w rodzinie irlandzkich imigrantów, jako najmłodsze z siedmiorga dzieci. Jego irlandzkojęzyczni rodzice pochodzili z hrabstwa Donegal i przybyli do Szkocji w latach 50. Ojciec był robotnikiem budowlanym, a matka pracowała w domu dziecka.
Wychowywał się w Glasgow, gdzie ukończył szkołę średnią (Holyrood Secondary School). Następnie podjął studia z zakresu nauk politycznych na Uniwersytecie Edynburskim, które ukończył z wyróżnieniem w 1988. 

### Działalność polityczna
W trakcie studiów wstąpił do Partii Pracy. Do silniejszego zaangażowania politycznego skłoniło go, jak później przyznawał, przemówienie wygłoszone przez ówczesnego lidera laburzystów Neila Kinnoka, na konferencji partyjnej w Bournemouth, w 1985. W latach 1986–1987 był przewodniczącym stowarzyszenia studentów sympatyzujących ze Szkocką Partią Pracy (Scottish Labour Students).
Bezpośrednio po ukończeniu studiów został asystentem posła Donalda Dewara, a następnie (od 1993) doradcą lidera Partii Pracy Johna Smitha – dla którego, m.in. przygotowywał przemówienia. Po śmierci Smitha w 1994, został bliskim współpracownikiem jego następcy Tony'ego Blaira. Był wśród osób kierujących kampanią laburzystów przed wygranymi przez nich wyborami parlamentarnymi w 1997. Po utworzeniu przez Blaira swojego pierwszego gabinetu, stał się jednym z najważniejszych (obok Petera Mandelsona i Alastaira Campbella) doradców premiera, zaś w latach 2002–2005 sprawował funkcję jego sekretarza politycznego.
W 2005 po raz pierwszy został wybrany do Izby Gmin z okręgu wyborczego Wolverhampton South East. Uzyskiwał reelekcje z tego samego kręgu w kolejnych wyborach, w: 2010, 2015, 2017, 2019 i 2024. W latach 2006–2007 był sekretarzem parlamentarnym w Urzędzie Gabinetu. Po objęciu stanowiska premiera przez Gordona Browna, początkowo sprawował funkcję ministra stanu ds. stosunków pracy i spraw pocztowych w Ministerstwie Biznesu, Przedsiębiorczości i Reform Regulacyjnych zaś od 2009 – ministra stanu w Ministerstwie Biznesu, Innowacji i Umiejętności.
Po wyborach parlamentarnych w 2010 i przejściu Partii Pracy do opozycji, przez kilka miesięcy kierował tym samym resortem w gabinecie cieni. Nie pozostał jednak w jego składzie po wyborze na przywódcę partii Eda Milibanda (w wewnątrzpartyjnych wyborach popierał kandydaturę Davida Milibanada). W latach 2014–2016 powrócił do gabinetu cieni jako młodszy minister ds. Europy. Angażował się wówczas w kampanię Partii Pracy na rzecz pozostania Wielkiej Brytanii w Unii Europejskiej, przed referendum w 2016. Jego pozycja w Partii Pracy uległa osłabieniu, w okresie kierowania nią przez Jeremy'egp Corbyna. Ponownie powrócił do gabinetu cieni po objęciu przywództwa w partii przez Keira Starmera. Od 2021 do 2023 odpowiadał w opozycji za sprawy polityki gospodarczej, początkowo jako sekretarz gospodarczy skarbu, a następnie – naczelny sekretarz skarbu. Od 2023 kierował kampanią laburzystów przed wyborami parlamentarnymi w 2024 (National campaign co-ordinator).
Po zwycięstwie Partii Pracy w tych wyborach, wszedł w skład gabinetu Keira Starmera jako kanclerz Księstwa Lancaster.

### Życie prywatne
Jest żonaty i ma dwoje dzieci.